# Guido della Torre
Guido Della Torre (27 de septiembre de 1259 - Cremona, verano de 1312) fue un noble italiano, condotiero y Señor de Milán entre 1302 y 1312. Era hijo de Giulia Castiglioni y Francesco, hermano de Napoleón della Torre.

## Biografía
Era integrante de la poderosa familia Della Torre. Su infancia transcurrió entre la guerra de su familia contra los Visconti encabezados por Otón Visconti. En 1277, tras la batalla de Desio en la que perdió a su padre, fue hecho prisionero, junto con su tío Napoleón mientras ambos dormían, siendo encarcelados en el castillo de Baradello. Pudo escapar de este castillo en 1284, gracias a la ayuda de Loterio Rusca (nuevo señor de Como) y Guillermo VII de Montferrato. Huyó junto a su tío Raimundo della Torre, que era Patriarca de Aquilea. En 1287 Guido se convirtió en podestà de Treviso.
Desde su huida del castillo de Baradello, Guido encabezó a los güelfos en las revueltas que se sucedieron en Milán en los últimos años del siglo XIII. Hasta que en 1302 arrebató Milán a Mateo I Visconti, recuperando el poder que su familia había ostentado durante décadas. A partir de ese momento buscó forjar nuevas alianzas mediante matrimonios:
- Guido se casó con la hija del conde Filippo Langosco.
- Su primogénito, Francesco, se casó con una sobrina de Alberto Scotti.
- Su segundo hijo, Simone, tomó por esposa a una hija de Pietro Visconti.

Pero el depuesto Mateo I Visconti se dedicó a intentar recuperar su trono por todos los medios liderando al partido gibelino. Las algaradas callejeras fueron en aumento hasta tal punto que tuvieron que actuar las tropas del emperador Enrique VII para poner paz entre los della Torre y los Visconti. Durante las discusiones de paz, en febrero de 1311, se produjo un altercado entre los familiares de Guido y los soldados imperiales, llegándose a desenvainar las espadas; en pocos minutos la ciudad ardía en violencia y los della Torre se vieron obligados a huir, primero a Lodi, y después a Cremona. Allí, Guido murió en prisión en el verano de 1312.

## Sucesión
| Predecesor: Mateo I Visconti | Señor de Milán 1302 - 1311 | Sucesor: Mateo I Visconti |

- Datos: Q323020
- Multimedia: Guido della Torre / Q323020